# Oxygen (entreprise)
Pour les articles homonymes, voir Oxygen.
La société Oxygen est spécialiste sur le marché de la protection antivol pour matériel informatique. Présente dans plus de 26 pays dans le monde, partenaire des marques informatiques telles que Hewlett-Packard, DELL, IBM ou Toshiba, elle assure la protection d’un parc informatique de plus de 10 millions de machines.

## Histoire
Crée en 1989 la société a été mise en redressement judiciaire le 16 juillet 2015 et a obtenu la signature d'un plan de continuation le 23 juin 2016,.